# Реджеп Кьося
Реджеп Кьося (на албански: Rexhep Qosja) е съвременен албански писател и интелектуалец.

## Биография
Реджеп Кьося е роден през 1936 г. във Вусане (на албански: Vuthaj; на сръбски: Вусање), Зетска бановина, Югославия.
Има бакалавърска степен от университета в Прищина и завършва с магистърска степен от Факултета по филология на Белградския университет през 1968 г.
Автор е на множество антологии и научни монографии, включително тритомна история на албанската литература от романтичния ѝ период. Той също така е автор на романа „Смъртта ми иде от такива очи“ издаден в Прищина, 1974 г.
Кьося е написал и много книги, очертаващи историята на албанския народ на Балканите. Заедно с политика Хашим Тачи, той е видна фигура в мирните преговори за прекратяване на косовската война през 1999 г. Той критикува много известни политически фигури в Косово и Албания.
Книгата му „Смъртта ми иде от такива очи“ е издадена и на български език от изд. „Христо Г. Данов“ през 1982 г.

## Частична библиография
- Dialogje me shkrimtarët (1968)
- Kritika letrare (1969)
- Asdreni (1972)
- Vdekja më vjen prej syve të tillë (1974)
Смъртта ми иде от такива очи: Тринадесет разказа, които биха могли да съставят един роман, изд. „Хр. Г. Данов“, Пловдив (1980), прев. Марина Маринова
- Anatomie e kulturës (1976)
- Fjalor demokratik (1997)
- Nje dashuri te shtate faje (2001)
- Prej letersise romantike deri te letersia moderne (2007)
- Nata eshte dita jone (2007)